# Port lotniczy Miri
Port lotniczy Miri (IATA: MYY, ICAO: WBGR) – port lotniczy położony w Miri, w prowincji Sarawak, w Malezji.

## Linie lotnicze i połączenia
- AirAsia (Johor Bahru, Kota Kinabalu, Kuala Lumpur, Kuching, Singapur [od 21 stycznia])
- Hornbill Skyways (Kuching, Mukah, Mulu, Tanjung Manis)
- Malaysia Airlines (Kuala Lumpur, Kuching, Singapur)
- Malaysia Airlines obsługiwane przez MASwings (Ba'kelalan, Bario, Bintulu, Kota Kinabalu, Labuan, Lawas, Limbang, Long Akah, Long Banga, Long Lellang, Long Seridan, Marudi, Mukah, Mulu, Sibu)